# Автоматизирана обработка
Автоматизирана обработка (на английски: straight-through processing, STP) е процес на непрекъсната и напълно автоматизирана обработка на информация. Първичните данни могат да се формират както от автоматични системи, така и ръчно, но последващото им предаване и обработка се извършват напълно автоматично.
В по-тесен смисъл чрез STP технологията брокерската фирма действа като автоматичен посредник между клиентите и външния пазар. Поръчките на клиентите се пренасочват автоматично за сключване на сделки на външния пазар или с голям контрагент.

## Трансакции
Технологията STP беше разработена за търговия с акции в началото на 1990-те години в Лондон за автоматизирана обработка на фондовите борси.
В миналото извършването на плащания винаги се е извършвало ръчно. Процесът често отнемал няколко часа. Освен това, допълнителната човешка намеса е водела до по-голям риск от грешки.
Благодарение на STP операциите с пари или ценни книжа могат да се обработват и завършват в рамките на един ден.
Понякога плащанията се провеждат не по STP поради различни причини.

## Предимства
При пълно внедряване STP може да даде на управители на активи такива предимства, като например по-къси цикли на обработка, намаляване на рисковете при извършване и приемане на плащания и по-ниски разходи.
Някои аналитици в сферата смятат, че пълната автоматизация е недостижима цел. Вместо това те предлагат повишаването на нивата на вътрешно STP във фирмата и насърчават групи фирми да работят заедно за подобряване на качеството на автоматизацията на трансакционните данни помежду си, или на двустранна основа, или като общност от потребители (външен STP). Някои други аналитици обаче смятат, че STP ще бъде постигната след появата на функционална съвместимост на бизнес процеси.